# Chevrolet Titan
Der Chevrolet Titan 90 bzw.  der GMC Astro 95 – sind schwere Lkw, die General Motors in den Modelljahren 1968 bis 1988 herstellte. Sie ersetzten die GMC F-Serie Crackerbox und hatten ein abklappbares, komplett aus Aluminium bestehendes Führerhaus.
Als Antriebsaggregate standen Dieselmotoren von Caterpillar, Cummins und Detroit Diesel zur Auswahl. 1980 wurden die Lkw überarbeitet und erhielten einen größeren Kühlergrill.
Die GMC-Version wurde häufiger verkauft als die von Chevrolet.